# Jan Louis de Kroes
Jan Louis de Kroes (Overschie, 15 januari 1924 – Hilversum, 31 maart 2020) was een hoogleraar aan de Technische Universiteit Delft.

## Biografie
De Kroes behaalde zijn HBS-B-diploma te Rotterdam in 1941, vervolgens een Master of Science in Electrical Engineering aan het Georgia Institute of Technology (Atlanta) en daarna de graad van elektrotechnisch ingenieur aan de TU Delft. Hij werkte vervolgens in het bedrijfsleven, vanaf 1949 bij Philips, daarna bij de NV Deli Spoorweg Mij., in zowel Nederland als het voormalig Nederlands-Indië. Te Bandoeng was hij enige tijd lector aan de technische faculteit. Hij specialiseerde zich in telecommunicatie. Op 10 mei 1967 sprak hij als buitengewoon hoogleraar in de automatische telefonie en telegrafie te Delft zijn inaugurele rede uit. Vanaf 1968 was hij gewoon hoogleraar elektrotechniek waarbij hij zich ook met verkeerssystemen ging bezighouden. Hij werkte mee aan handboeken op met name het gebied van verkeer en verkeerssystemen, en was ook in de media aanwezig als verkeersveiligheidsdeskundige. Vanaf 1990 werkte hij mee aan het Handboek telematica. Hij ging in 1994 met emeritaat nadat hem al in 1989 op 27 januari een symposium was aangeboden ter gelegenheid van zijn 65e verjaardag. Sinds 1990 was hij erevoorzitter van de Electrotechnische Vereeniging. Hij was tevens lid van de Raad voor de Verkeersveiligheid en de Spoorwegongevallenraad. In die laatste raad raakte hij in opspraak inzake zijn snelle conclusie over de oorzaak van het treinongeval bij Hoofddorp in 1992, en moest hij zich uit het onderzoek daarnaar terugtrekken.
Bij de lintjesregen van 1997 werd hij benoemd tot Officier in de Orde van Oranje-Nassau.
De Kroes was een zoon van Jacob de Kroes (1885-1969), onder meer oprichter en directeur van de Overschiesche Land- en Tuinbouwmaatschappij in 1917 en Mathilda Wilhelmina Olieman (1889-1966); hij was vanaf augustus 1949 getrouwd met verloskundige Suzanne Suverein (1922-2019), met wie hij verscheidene kinderen kreeg.